# Gunn (Vorname)
Gunn ist ein weiblicher Vorname.

## Herkunft und Bedeutung
Der Name wird vor allem im Norwegischen verwendet und ist eine moderne Form von Gunnr. Dieser Name wiederum ist abgeleitet vom altnordischen gunnr, was Krieg bedeutet. Dies war der Name eines Wallfahrtsortes in der nordischen Legende.
Die männliche norwegische Form von Gunn lautet Gunne. Andere weibliche Varianten sind Gunda, Gunna, Gundula und Gun.

## Bekannte Namensträgerinnen
- Gunn Margit Andreassen (* 1973), norwegische Biathletin
- Gunn-Rita Dahle Flesjå (* 1973), norwegische Mountainbikerin
- Gunn Nyborg (* 1960), norwegische Fußballspielerin
- Gunn Wållgren (1913–1983), schwedische Theaterschauspielerin